# Sis dies de Melbourne
Els Sis dies de Melbourne era una cursa de ciclisme en pista, de la modalitat de sis dies, que es corria a Melbourne (Austràlia). La seva primera edició data del 1912 i es va disputar fins al 1983. Leandro Faggin i Sidney Patterson, amb tres victòries, són els ciclistes que més vegades l'han guanyat.

## Palmarès
| Any     | Primers                              | Segons                              | Tercers                               |
| ------- | ------------------------------------ | ----------------------------------- | ------------------------------------- |
| 1912    | Alfred Goullet · Paddy Hehir         | Iver Lawson · Worth Mitten          | Jack Clark · Reginald McNamara        |
| 1913    | Donald Kirkham · Robert Spears       | Frank Corry · Reginald McNamara     | Arthur Walcott · Frank Walcott        |
| 1914-58 | No disputats                         |                                     |                                       |
| 1959    | Keith Reynolds · Sidney Patterson    | Graham French · Ronald Murray       | Peter Brotherton · Donald Burgess     |
| 1960    | John Green · John Young              | Peter Panton · Oskar Plattner       | Richard Ploog · Barry Waddell         |
| 1961    | John Young · Leandro Faggin          | Peter Panton · Claus Stiefler       | Ron Grenda · Fred Roche               |
| 1962    | Ron Grenda · Sidney Patterson        | John Green · John Young             | Keith Reynolds · John Tressider       |
| 1963    | Ron Grenda · Sidney Patterson        | Giuseppe Ogna · Ferdinando Terruzzi | John Perry · John Young               |
| 1964    | Leandro Faggin · Ferdinando Terruzzi | Warwick Dalton · John Perry         | Sidney Patterson · John Young         |
| 1965    | William Lawrie · Piet van der Touw   | Warwick Dalton · Sidney Patterson   | Jack Ciavola · John Perry             |
| 1966    | Ian Stringer · John Perry            | Ron Grenda · Barry Waddell          | Giuseppe Beghetto · Joe Ciavola       |
| 1967    | Dieter Kemper · Horst Oldenburg      | Leandro Faggin · Sidney Patterson   | Ian Stringer · John Perry             |
| 1968    | Dieter Kemper · Leandro Faggin       | Giuseppe Beghetto · Barry Waddell   | Palle Lykke Jensen · Sidney Patterson |
| 1969    | Ian Stringer · Barry Waddell         | Dieter Kemper · Luigi Roncaglia     | Jan Browne · Horst Oldenburg          |
| 1970    | Robert Ryan · Luigi Roncaglia        | Bob Panter · Charly Walsh           | Tony Kelliher · Barry Waddell         |
| 1971-78 | No disputats                         |                                     |                                       |
| 1979    | Donald Allan · Hilton Clarke         | Malcolm Hill · Keith Oliver         | Len Hammond · Terry Hammond           |
| 1980    | Peter Delongville · Clyde Sefton     | John Trevorrow · Laurie Venn        | David Allan · Philip Sawyer           |
| 1980    | Paul Medhurst · John Trevorrow       | Peter Delongville · David Allan     | Ross Forster · Wayne Hildred          |
| 1982    | No disputats                         |                                     |                                       |
| 1983    | Gary Sutton · Shane Sutton           | Michael Grenda · Hans Känel         | Terry Hammond · Philip Sawyer         |